# 106 (Fenur)
El servicio 106 es un recorrido de buses urbanos de la ciudad de Gran Valparaíso. Opera entre el Sector Troncos Viejos en la comuna de Villa Alemana y el sector de Playa Ancha en la comuna de Valparaíso.
Forma parte de la Unidad 1 del sistema de buses urbanos de la ciudad de Gran Valparaíso, siendo operada por la empresa Fenur S.A.

## Zonas que sirve
|  | Villa Alemana |
|  | Quilpué       |
|  | Viña Del Mar  |
|  | Valparaíso    |

## Recorrido[1]
| - Villa Alemana - Alcalde Gandulfo - Cuarta - Alcalde Alejandro Peralta - II De Línea - Ojos De Agua - Quilpué - Freire - Blanco Encalda - Av. Diego Portales - Av. Los Carrera - Camino Troncal - Viña Del Mar - Camino Troncal - 1 Norte - Puente Casino - Av. La Marina - Av. España - Valparaíso - Av. España - Av. Errázuriz - Plaza Aduana - Antonio Varas - Av. Altamirano - Caleta Membrillo - Av. El Parque - Av. Playa Ancha - Galvarino - Alcalde Barrios | - Valparaíso - Alcalde Barrios - Galvarino - Av. Playa Ancha - Av. El Parque - Caleta Membrillo - Av. Altamirano - Av. Antonio Varas - Plaza Aduana - Av. Errázuriz - Av. Brasil - Av. Argentina - Av. España - Viña Del Mar - Av. España - Av. La Marina - Puente Ecuador - 1 Norte - Camino Troncal - Quilpué - Camino Troncal - Av. Los Carrera - Freire - Villa Alemana - Ojos De Agua - Santa Ana - II De Línea - Alcalde Alejandro Peralta - Cuarta - Alcalde Gandulfo |